# Pedro Juan Caballero, Paraguay
Pedro Juan Caballero là một thành phố ở Paraguay, thủ phủ tỉnh Amambay. Thành phố nằm ở biên giới với bang Mato Grosso do Sul của Brasil. Đây là một trung tâm tiêu thụ hàng điện tử và hàng tiêu dùng rẻ tiền, là nơi buôn lậu ma túy. Thành phố được đặt tên theo Pedro Juan Caballero.

## Giao thông
Thành phố có Sân bay Pedro Juan Caballero có chuyến bay hàng ngày nối Asuncion và Ciudad del Este.
Đường 5 "Gral. Bernardino Caballero" nối thành phố này với Concepcion và Asuncion.